# استكشاف المريخ
استكشاف المريخ هي عملية دراسة كوكب المريخ من خلال المركبات الفضائية والتلسكوبات. يتم استكشاف المريخ منذ قرون، بدءا من اختراع التلسكوبات. أُرسلت المسابر الفضائية من الأرض نحو المريخ ابتداءً من أواخر القرن العشرين وقد أسفرت عن زيادة كبيرة في المعرفة حول النظام المريخي، وتركز المهام في المقام الأول على فهم جيولوجيا المريخ وإمكانية العيش فيه مستقبلا.

## الوضع الحالي

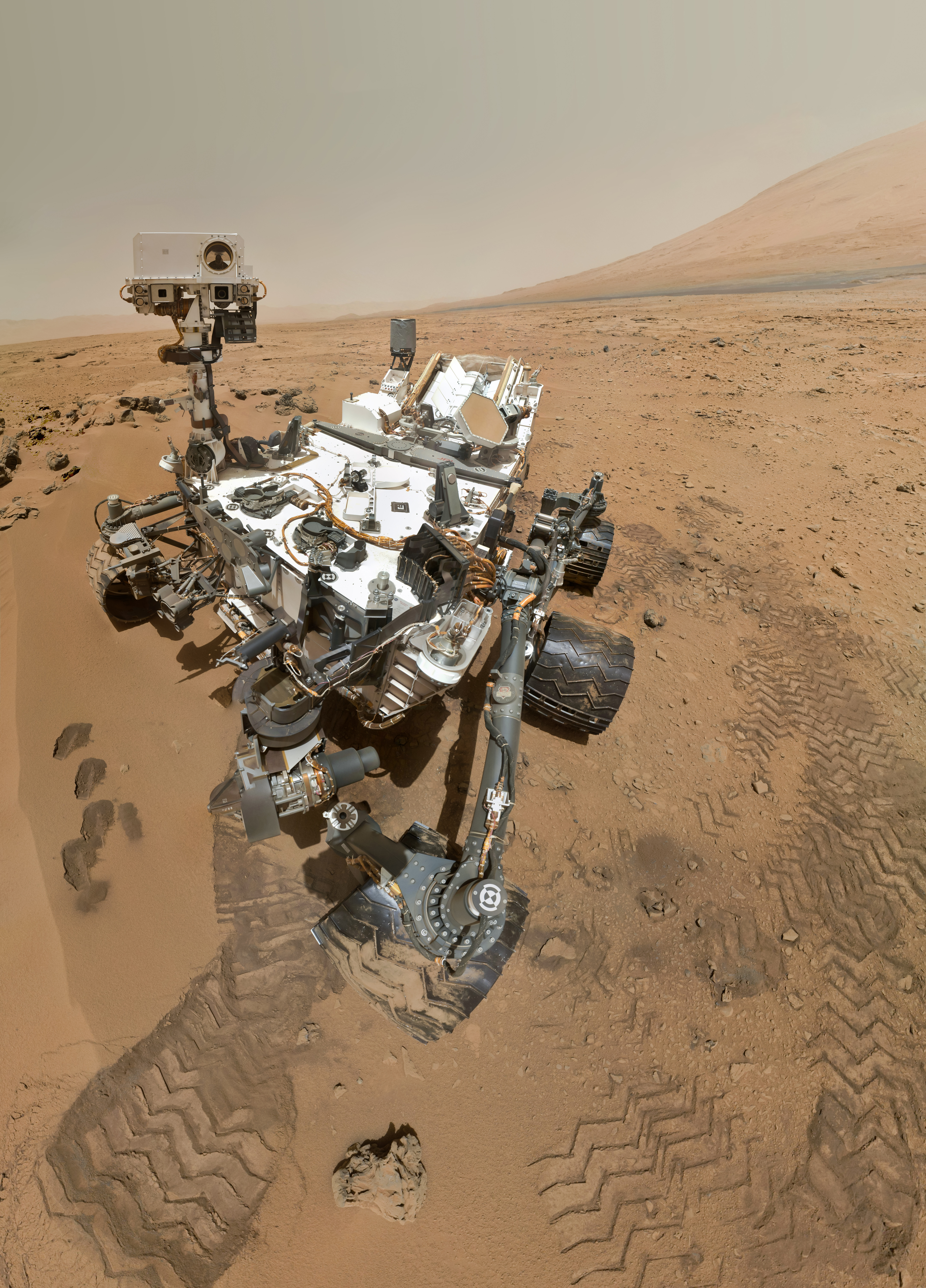
صورة ذاتية إلتقطتها عربة كيوريوسيتي على كوكب المريخ (31 أكتوبر 2012).

هندسة الرحلات بين الكواكب هو أمر في غاية التعقيد وقد شهدت عملية إستكشاف المريخ نسبة فشل عالية وخاصة في المحاولات المبكرة. ما يقارب ثلثي الرحلات الفضائية المتوجهة نحو المريخ بائت بالفشل قبل إتمام المهمة. بعض المهمات لاقت نجاحا غير متوقع مثل مارس روفر. بحلول 24 أكتوبر من عام 2016 كانت هناك عربتان علميتان على سطح المريخ (مارس روفر و كيوريوسيتي روفر) ترسلان إشارات إلى الأرض بالإضافة إلى 6 مركبات فضائية مدارية تفحص الكوكب وهي: مافن، مانجاليان، مارس ريكونيسانس أوربيتر، مارس إكسبريس، مارس أوديسي، و ExoMars Trace Gas Orbiter. والتي أسهمت عن كميات هائلة من المعلومات حول المريخ. لم يتم إجراء أي مهام إلى المريخ للعودة بالعينات والمهمة الوحيدة بائت بالفشل.
في 24 يناير 2014 ذكرت وكالة ناسا أن الدراسات الحالية عن كوكب المريخ بواسطة عربتي أبورتيونيتي وكيوريوسيتي روفر سوف تبحثان عن أدلة على حياة قديمة، بالإضافة إلى المياه القديمة. البحث عن أدلة على السكن والكربون العضوي على كوكب المريخ هو هدف أساسي بالنسبة لناسا.

## النظام المريخي
أسفرت الملاحظات التلسكوبية الحديثة للمريخ عن اكتشاف قمرين هما فوبوس وديموس وقمم جليدية قطبية، بالإضافة إلى قمة أوليمبوس التي تعد أطول جبل في المجموعة الشمسية. أثارت هذه الاكتشافات المزيد من الاهتمام لدراسة وإستكشاف الكوكب الأحمر.